# Michel Granger (artiste)
Pour les articles homonymes, voir Michel Granger.
 (novembre 2016).
Si vous disposez d'ouvrages ou d'articles de référence ou si vous connaissez des sites web de qualité traitant du thème abordé ici, merci de compléter l'article en donnant les références utiles à sa vérifiabilité et en les liant à la section « Notes et références ».
Michel Granger, né le 13 octobre 1946 à Roanne (Loire), est un artiste peintre, plasticien et sculpteur français.

## Biographie
Michel Granger est né le 13 octobre 1946 à Roanne. Il grandit dans le quartier de l'Arsenal de Roanne.[réf. souhaitée]
Michel Granger est diplômé de l'École des Beaux-Arts de Lyon en 1968. Il vit à Paris depuis 1969. Il effectue de nombreux déplacements à l'étranger.
Il publie ses premiers dessins (aquarelles) sur le thème de la terre dans le journal Pilote en 1973 (numéro 704).[réf. souhaitée]
De mars 1975 à janvier 1985, il réalise pour TF1 de nombreux dessins pour illustrer les journaux télévisés de la chaîne et quelques émissions.[réf. souhaitée]
Les Editions Nouvelles Images éditent 52 cartes postales de ses peintures, elles seront diffusées dans le monde entier.  2 millions d'exemplaires ont été vendus.[réf. souhaitée]
L'actrice Charlotte Rampling avait acheté à la Galerie Marquet, rue Bonaparte à Paris, l'original d'un dessin "encre sur papier" pour l'offrir à Jean-Michel Jarre, son compagnon de l'époque. C'est ce dessin que le compositeur a décidé de choisir pour son album Oxygène, après avoir rencontré Michel Granger le 15 septembre 1976 pour lui demander son autorisation.
Puis il y aura Équinoxe en 1978, et d'autres : Oxygène 7-13, Chronologie, Rendez-vous, Oxygène 2,.

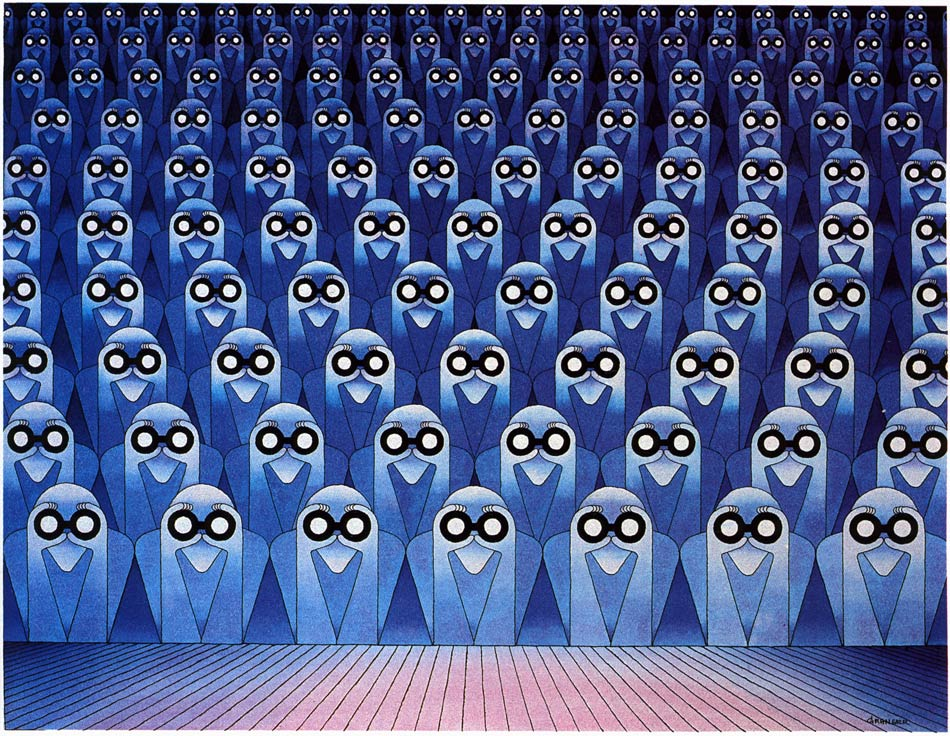
Le trac, dessin utilisé pour l'album Equinoxe de Jean-Michel Jarre

Création de l'affiche pour le festival de Cannes en 2001.
Création des affiches pour le festival F.I.L.M (festival International de l'image des métiers) à Pezenas de 1996 à 2008.[réf. souhaitée]
Création des affiches pour le Festival Regards Croisés de 2008 à 2023.[réf. souhaitée]
En 1989, il dédie une série de peintures Traces à Wang Weilin qui avait défié les chars de l'armée chinoise sur la place Tienanmen
Une expérience qu'il renouvelle en 2007 et en 2009 appelée Empreintes : Il fait rouler des chars d'assaut Leclerc et AMX-10 RC de chez Nexter-SyLegnicastems à Roanne dans de la peinture étalée sur des toiles géantes de 10 mètres par 2,20. Ces toiles sont ensuite tendues sur des grands châssis et travaillées dans l'atelier de Paris ou en province. Ces toiles ont été exposées dans des musées. La ville de Roanne, ainsi que de nombreux collectionneurs se sont portés acquéreurs de plusieurs œuvres.
Il travaille depuis 1970 sur le thème de la Terre. Il est un précurseur en peinture sur les grands thèmes écologiques d'aujourd'hui. Son travail a été publié dans de nombreux journaux à travers le monde (Sapio au Japon, The New York Times, Der Spiegel, L'Express, Le Point, Le Nouvel Observateur...). Un livre Terre regroupe son travail.[réf. souhaitée]
Les services de l'émission des timbres poste de l'ONU lui commandent en 1991 trois timbres sur le thème « Banning of Chemical Weapons », en 2003 un timbre à 37 cents sur « Books not guns » et en 2004 six timbres sur « Road Safety ».[réf. souhaitée]
En 2004, toujours mais en France, La Poste lui commande un timbre à 0,50 € sur le thème de « La Sécurité Routière » et en 2005 un timbre à 0,53 € sur « La loi pour les personnes handicapées ».[réf. souhaitée]
2018. Réalisation d'un timbre et d'un document philatélique pour la poste française à l'occasion du "70e Anniversaire de la Déclaration des droits de l'Homme 1948-2018".[réf. souhaitée]
Fête du timbre 2013, réalisation d'un timbre lettre prioritaire de 20 grammes à 0,60 Euros appelé Envol pour la poste française pour "le timbre fête l'air".[réf. souhaitée]
Réalisation d'un timbre pour "Les Terres australes et antarctiques française" en 2008, valeur 4,54 Euros.[réf. souhaitée]
Il a réalisé de très nombreuses expositions personnelles et a été exposé dans des musées en France comme à l'étranger (Tokyo, Kobé, Osaka et Kaga au Japon).[réf. souhaitée]
En avril 2007, il parraine le Village du Livre d'Ambierle dans la Loire.[source insuffisante]
Les créations de Michel Granger sont multiples, dessins, peintures, logos, sculptures, affiches, photos et de nombreux écrits.[réf. souhaitée]
Sa phrase : « Il ne faut pas tuer la terre, on ne saurait pas où l'enterrer ».[réf. souhaitée]
Il a participé a de nombreuses émissions de télévision ou des reportages ont été faits dans son atelier.[réf. souhaitée]
Il fut invité par Bernard Pivot dans l'émission Apostrophes pour la sortie de son livre « L'État des Lieux » en 1987.[source insuffisante]
« Herbarium », film de 12 minutes, réalisé en Inde à Bangalore par Sunil Kupperi et film de 3 minutes, réalisé par Bruno Vienne et Michel Granger. C'est un projet sur le thème de la nature. Des végétaux, enduits de peinture, pris en sandwich entre deux grandes toiles sont écrasés par un rouleau compresseur. Le poids, outil pictural, dévoile des formes et des matières cachées au cœur des plantes. La compression, créatrice de paysages, laisse sur les toiles, les marques et empreintes d’une nature sans cesse renouvelée, 2015.[réf. souhaitée]
Travail Land Art de Michel Granger présenté dans le film "Earth Signs From Above" author directeur Quincy Russell, author collection Thierry Berrod, documentaire 52 minutes, 2017 Mona Lisa Production.[réf. souhaitée]
2022. Importante donation d'une peinture sur toile et d'un ensemble très important d'affiches, d'estampes, de cartes postales, de timbres et de l'oeuvre imprimée en général à Nuage Vert - musée mobile Vallée de la Dordogne (nuage-vert.com).[réf. souhaitée]

## Œuvres

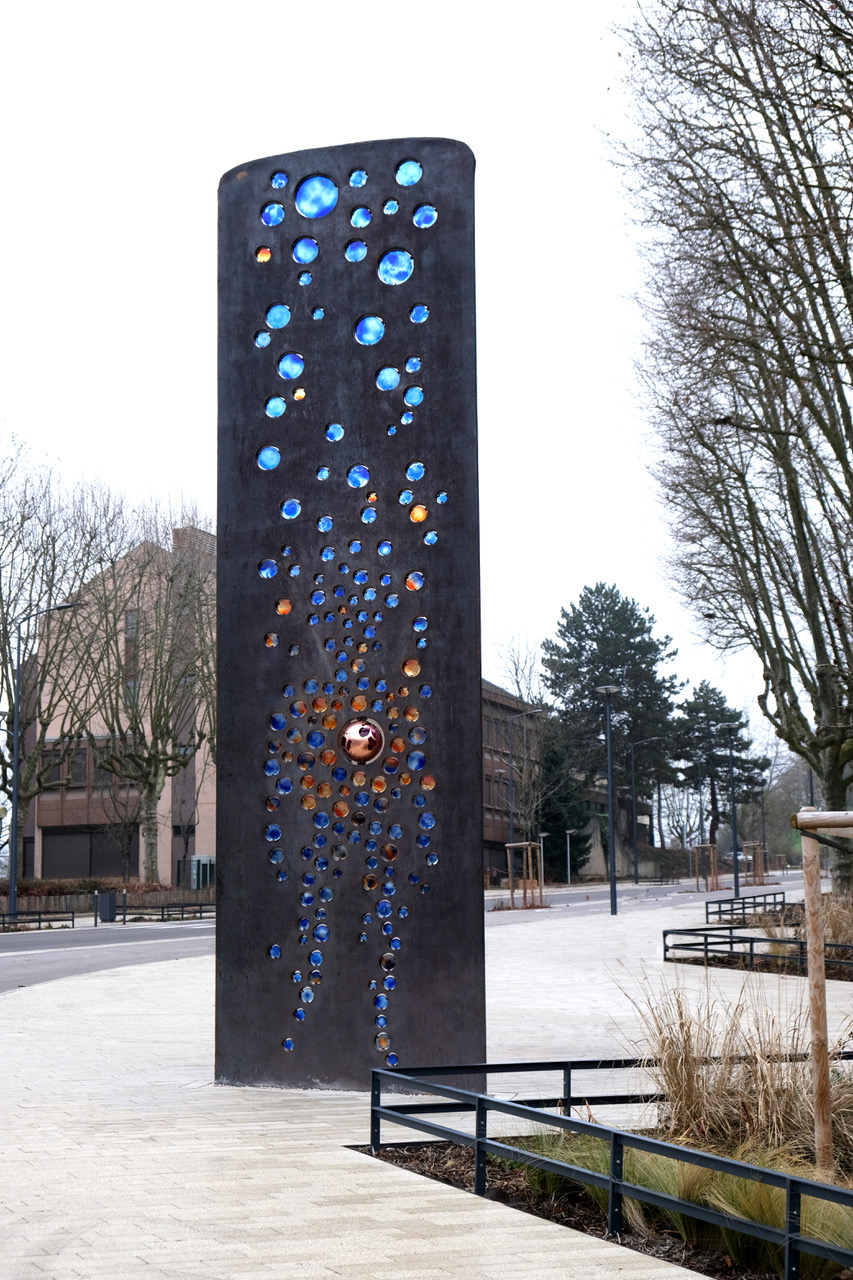
Sculpture « Le Voyageur » par Michel Granger pour la ville du Creusot.

Land art « TERRE » réalisé à l'occasion de la journée mondiale de l'environnement sur l'aérodrome de Besançon - Thise en juin 2014, sur une surface totale de 15 225 mètres carrés.
Dessin original Michel Granger, réalisation Franck Bonneau, implantation Maxime Vincent.
Le Voyageur, sculpture monumentale en métal et en verre créée pour la ville du Creusot, inaugurée en février 2024, réalisée par : Industeel (métal Creusabro 4800), les Ateliers Saint-Jacques & Fonderie de Coubertin, Cerfav, Produr.
Dimensions : hauteur 7 m, largeur 1,80 m, épaisseur 70 cm. Masse : 7 tonnes

### Expositions.
- 2023 Exposition « Les Terres adoptives » du 20 octobre au 8 décembre 2023 - Galerie Saint-Hubert 7, place général Brosset  69006 Lyon.
- 2023 Exposition à l’arc-scène nationale « Les Terres adoptives » du 11 mars au 2 juin Le Creusot.
- 2022 Exposition Galerie de Paris « Entre ciel et Terre » du 29/07 au 04/09 Assignan
- 2022 Performance « Herbarium » et réalisation d’une étiquette de vin pour l’anniversaire de la Cave coopérative de Saint-Chinian.
- 2022  The Brain 8 Playful Media Residency, A VIRTUAL REALITY EXPERIENCE feat. Michel Granger Novembre décembre 2022 Berlin.
- 2021 : Le petit Louvre La Pacaudière.
- 2021 : Musée de la poste Paris "À la pointe de l'art".
- 2020 : Exposition "Between heaven and earth" Urban Scents Waldorf Astoria 13th February 20th march Hardenbergstrasse 28, Berlin.
- 2019 : Exposition "A.R.B.R.E.S" Musée d'Allard, 18 mai 17 novembre 2019, Montbrison France.
- 2018 : Exposition "La seconde nature" du 4 août au 8 septembre, Musée Archéologique Gallo-Romain, Sisteron France.
- 2016 - 2017 : Exposition "In the Name of the Earth" galerie Cavuspace 1er decembre 29 janvier 2017, Eisenacher Strasse 57, 10823 Berlin - Schöneberg Allemagne.
- 2016 : Exposition, « Naturellement », 15 octobre 13 novembre, Galerie Saint- Hubert, Lyon  France.
- 2016 : Exposition, « Tout naturellement », du 24 septembre au 30 octobre, Musée Archéologique Gallo-Romain, Sisteron France.
- 2015 : Exposition, « Un amoureux de la planète », Galerie Ecart, 18 rue Jacob, Paris 6e France.
- 2015 : Exposition, « Oppression », Akademia Eugeniusza Gepperta, Wrocław, Pologne.
- 2015 : Exposition, Galerie Sakurado Fine Arts, 23 rue le Peletier, Paris 9e.
- 2014 : Exposition, Galerie Backer Strasse, Berlin, Allemagne.
- 2014 : Exposition, Arts Home Galerie, Tours.
- 2014 : Exposition, Pipal Tree Dinnepalya, Kaggalipura P.O, Bangalore, Inde.
- 2013 : Exposition « Fireflies Intercultural centre », février, Dinnepalya, Kaggalipura P.O, Bangalore, Inde.
- 2012 : Exposition « Oppression », Painting exhibition Copper Museum, 2 juin au 3 septembre, Legnica, Pologne.
- 2012 : Exposition, Musée d'histoire du XXe siècle - Résistance et Déportation, 27 avril au 16 septembre, Estivareilles.
- 2011 : Exposition, La galerie - Art Contemporain, Place de abbé Pierre, Talant.
- 2010 : Exposition, PQEV (Pour Que L'Esprit Vive) - Galerie, 12 rue Léopold-Bellan, Paris 3e.
- 2009 : Exposition « Traces de chars », juin, Galerie de Legnica, Pologne.
- 2009 : Performance devant le public, peintures avec des « Chars d’assaut », 20 juin, Aéroport de Legnica, Pologne.
- 2009 : « Vision de la terre », mars- avril, Le Prieuré, Rueil-Malmaison.
- 2008 : Atelier Grognard, Rueil Malmaison.
- 2008 : Exposition événementielle, Musée des beaux-arts Joseph Déchelette, Roanne.
- 2008 : Performance, Réalisation d'une série de peintures monumentales, (10 mètres × 2 mètres) avec des engins blindés (Leclerc), 12 juillet, Nexter Systems, Roanne.
- 2008 : Exposition d'affiches, « Galerie Grand Monde », Paris.
- 2008 : Exposition « L'usine Springcourt », Paris.
- 2007 : Performance, Réalisation d'une série de peintures monumentales, (10 mètres × 2 mètres) avec des engins blindés (Leclerc et AMX-10 RC), 2 novembre, Nexter Systems, Roanne.
- 2007 : Galerie Pikinasso, Roanne.
- 2006 : Sculpture pour la chapelle de Bonson.
- 2006 : Sculpture monumentale, Sochaux.
- 2005 : Espace Louis-Feuillade/Abric, Lunel.
- 2005 : Musée d’Allard, Montbrison.
- 2005 : Centre « Joseph Ravaisou », Bandol.
- 2004 : Galerie Sparts, Paris.
- 2003 : Maison des arts et loisirs, Sochaux.
- 2002 : Galerie Raymond Banas, Metz.
- 2002 : Centre culturel français, Bamako, Mali.
- 2001 : Sculpture « Entrée dans le 3e millénaire », Roanne.
- 2000 : Abbaye de la Prée, Ségry.
- 1999 : Temple zen « Jissho-in », Kaga, Japon.
- 1999 : Galerie Mussohkan, Kobe, Japon.
- 1999 : Wine Museum, Osaka, Japon.
- 1999 : Tsuna Shizuka Hall, Île Awaiji, Japon.
- 1999 : Galerie Mussohkan, Kobe, Japon.
- 1998 : Saline Royale, Arc-et-Senans.
- 1998 : Musée d’art moderne, Saint-Étienne.
- 1998 : Musée des beaux-arts Joseph Déchelette, Roanne.
- 1998 : Galerie Isly, Limoges.
- 1998 : Hôtel de ville, Reutlingen, Allemagne.
- 1997 : Saline Royale, Arc-et-Senans.
- 1997 : Musée Baron Gérard et Hôtel du Doyen, Bayeux.
- 1996 : Galerie Janos, Paris.
- 1996 : Maison des Métiers d’art, Pézenas.
- 1995 : Galerie Julia Novo, Aix-en-Provence.
- 1995 : Galerie J.P. Prébet, Roanne.
- 1994 : Centre d’Art Contemporain, Feurs.
- 1994 : Courant d’Arts, Saint-Étienne.
- 1994 : Institut franco-japonais, Tokyo, Japon.
- 1994 : City Gallery, New York, États-Unis.
- 1993 : Espace Baudelaire, Rillieux-la-Pape.
- 1993 : Galerie J.P. Prébet, Roanne.
- 1992 : EuropArt, Genève, Suisse.
- 1990 : Hôtel de ville, Gravelines.
- 1989 : Galerie Vivant, Tokyo, Japon.
- 1989 : Crédit Foncier de France, Lille.
- 1988 : Exposition itinérante aux États-Unis.
- 1987 : Gallery Kazuko Hillyer, New York, États-Unis.
- 1987 : Galerie L’Art en Chaîne, Poitiers.
- 1986 : Galerie Palissades, Paris.
- 1986 : Gallery Graphics, Houston, États-Unis.
- 1986 : GalerieTaille Douce, Roanne.
- 1985 : Gallery Cassandra, Oslo, Norvège.
- 1985 : Crédit Foncier de France, Paris.
- 1983 : Blackheath Gallery, Londres, Angleterre.
- 1983 : Gallery Cassandra, Oslo, Norvège.
- 1983 : Galerie Impressions, Paris.
- 1982 : Parco Gallery, Tokyo, Japon.
- 1981 : Galerie Artcurial, Paris.
- 1981 : Musée des beaux-arts Joseph Déchelette, Roanne.
- 1981 : Maison de la Culture, Woluwe-Saint-Pierre, Bruxelles, Belgique.
- 1979 : Harvard Square Art Gallery, Boston, États-Unis.
- 1978 : Galerie L’Angle Aigu, Bruxelles, Belgique.
- 1977 : Galerie Marquet, Paris.
- 1977 : Galerie L’Angle Aigu, Bruxelles, Belgique.
- 1976 : Galerie 89, Avallon.
- 1975 : Galerie Artide, Bruxelles, Belgique.
- 1975 : Galerie d’O, Deauville.
- 1974 : Galerie Marquet, Paris.

## Collections publiques et privées
- Museum of Modern Art, New York (Affiches).
- Musée des beaux Arts Joseph Déchelette, Roanne.
- Musée Yvan Gool.
- FRAC Rhône-Alpes.
- Musée du Vivant. Paris
- Musée d'histoire du 20e siècle, Estivareilles France.
- Credit Foncier de France.
- Centre Hospitalier de Roanne.
- DRAC Rhône Alpes.
- Nuage Vert - musée mobile Vallée de la Dordogne (Argentat-sur-Dordogne)
- Groupe Origyn
- DK Partners

## Livres
- Sautes d'humour, Éditions la Noria, 1976  (ISBN 2-85721-014-0).
- À tous les enfants, préface de Tatsuji Nagataki, Éditions Magazine House, Japon, 1994.
- L'état des Lieux, préface de Pierre Étaix, portrait photo de Robert Doisneau, Éditions Glénat, 1986,  (ISBN 2-7234-0594-X) ; (Grands prix de l'humour noir à Paris en 1986, Grand prix de l'humour à Moulins en 1986, D'justin du meilleur livre en 1987).
- La surface corrigée, préface de Jacques-Yves Cousteau, portrait photo de Robert Doisneau, Éditions du Cherche Midi, 1993  (ISBN 2-86274-292-9).
- Sens dessus dessous[10], préface de son excellence Monsieur Boutros Boutros-Ghali, portrait photo de Sebastião Salgado, Éditions Glénat, 2004  (ISBN 2-7234-4856-8).
- Terre, préface de Yann Arthus-Bertrand, portrait photo de Sebastião Salgado, Éditions du Cherche Midi, 2007  (ISBN 978-2-7491-0883-4).
- Je ne suis pas photographe, présent page 72-73, coll. « Photo Poche », Actes Sud, 2006  (ISBN 978-2-7427-5225-6).
- Michel Granger, coll. « Poche Illustrateur », Éditions Delpire, 2014.
- Herbarium, Catalogue DK Partners, 2015.
- La leçon de dessin " Dessiner la Terre ", texte de Pierre Jullien, Éditions Lemieux/Éditeur, 2017.
- Entre ciel et terre, portfolio édité avec le soutien de DK partners, 2020.